# Gino Merlo
Gino Merlo (Busto Arsizio, 3 gennaio 1917 – Livorno, 23 gennaio 2005) è stato un calciatore italiano, di ruolo portiere.
Era uno specialista delle uscite sulle palle alte.

## Carriera
Nel corso della sua lunga carriera giocò anche per tre stagioni in Serie A nel Livorno.
Grande portiere del Livorno del secondo dopoguerra è arrivato all'ombra dei Quattro Mori dopo aver giocato tre stagioni a Pisa e in diverse squadre soprattutto lombarde (Pro Patria, Ambrosiana-Inter, Varese, Brescia) chiudendo la sua carriera a Lucca.
Dopo la carriera calcistica diventò allenatore dei portieri ricordando solo alcuni dei suoi allievi come Bertolini, Mascella, Incontri, Tacconi, Cervone.

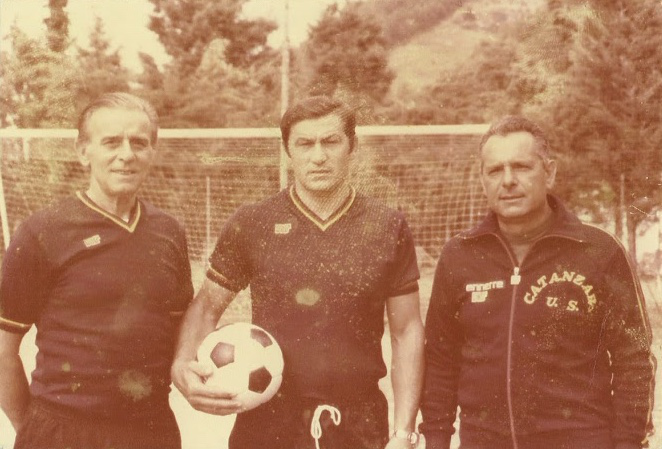
Da sinistra, Gino Merlo e Tarciso Burgnich, all'epoca in forza nello staff del Catanzaro